# Église réformée de Paris Batignolles
L'église réformée des Batignolles est une paroisse réformée membre de Église protestante unie de France, située dans le quartier des Batignolles du 17e arrondissement de Paris, au 44, boulevard des Batignolles.

## Histoire
Le 25 décembre 1834 est inauguré un premier temple en bois dans la commune de Batignolles-Monceau. En 1935, le diaconat s'organise, une école est ouvert et un piano-orgue acheté. Le premier pasteur de la communauté est protestant libéral Athanase Coquerel. C'est alors le quatrième temple de Paris et de sa proche banlieue, après l'Oratoire du Louvre et le temple du Marais (réformés), et l'église des Billettes (luthérien). À partir de 1839, le Consistoire luthérien de Paris se retire du cofinancement de la paroisse. Le 30 décembre 1843, une ordonnance royale finance une place de pasteur et désigne comme titulaire Jean-Henri Grandpierre - il est installé le 19 mai 1844. La paroisse est alors autonome, jusqu'au 1er janvier 1860, lorsque la commune de Batignolles est réunie à Paris. L'église redevient une paroisse du Consistoire de Paris jusqu'à son éclatement en 1882.

Le premier édifice, en bois, a une capacité de 450 personnes. L'espace devenant trop restreint, le conseil presbytéral, sous l'impulsion de Louis Vernes pasteur des Batignolles de 1851 à 1898, décide d'en construire un nouveau pouvant accueillir jusqu'à 1 000 personnes,. L'architecte Félix Paumier est chargé du projet, de 1895 à 1898. Il est identique au temple protestant de Dijon avec la différence que le clocher est à droite. La façade de ce nouveau temple, de style néo-roman, donnent sur le boulevard des Batignolles. Elle est en pierres de taille alors que celles latérales et arrière sont en moellons.

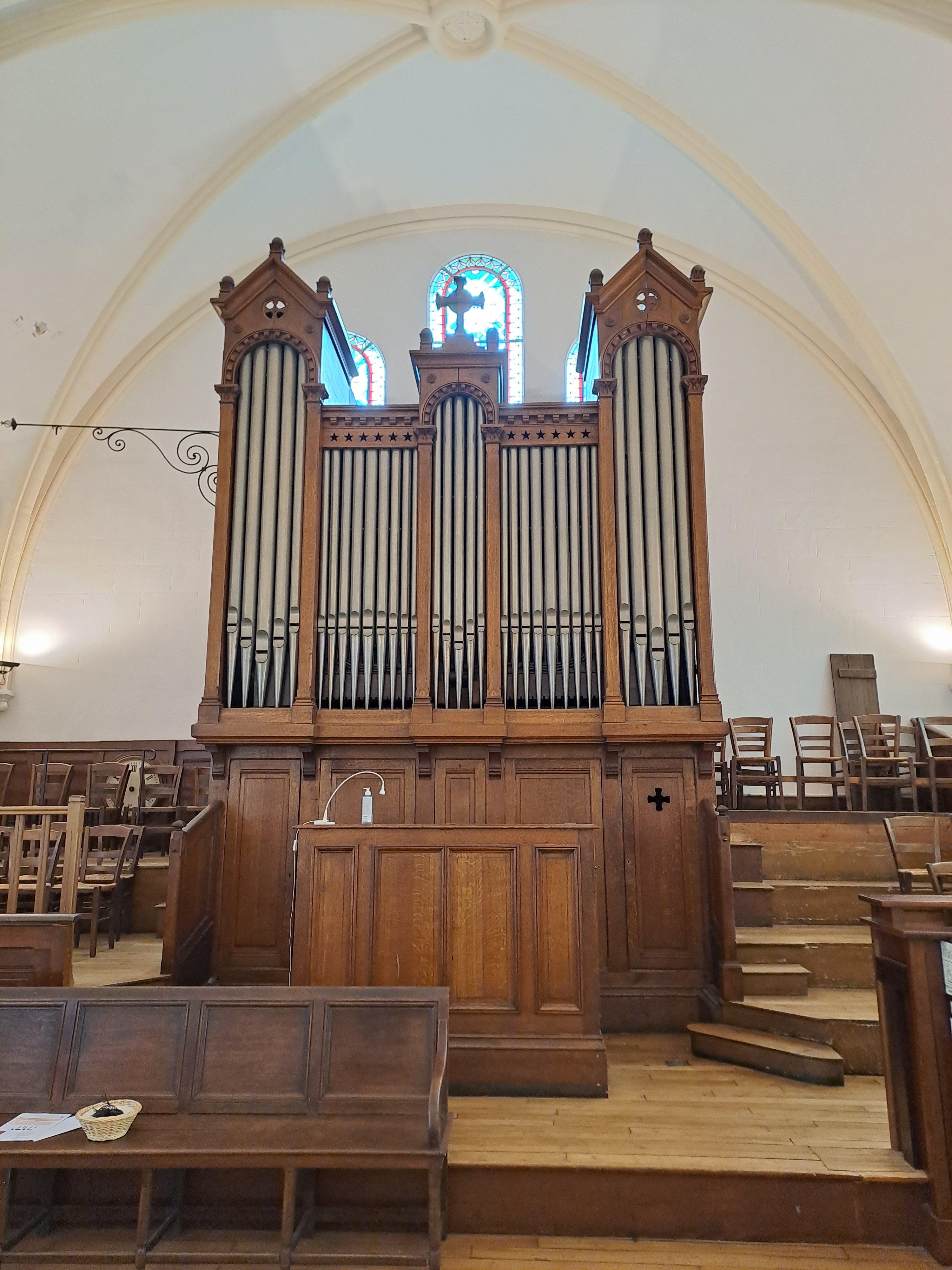
Orgue du temple des Batignolles.

L'orgue du temple est construit en 1898 par le facteur d'orgues Joseph Merklin. Cet instrument — à transmission pneumatique —  a la particularité d'être le tout dernier opus de Joseph Merklin (il a créé sa manufacture début 1843 et a pris sa retraite le 12 novembre 1898),.
Après la Seconde Guerre mondiale, un presbytère est adjoint en fond de parcelle au temple. En 1972, le temple est divisé à mi-hauteur pour aménager des salles au rez-de-chaussée. Des versets sont inscrits sur les murs : « Étant justifiés par la Foi nous avons la Paix avec Dieu par Jésus Christ. » (Épître aux Romains 5, 1) ; « Vous n'avez qu'un Maître qui est le Christ et pour vous vous êtes tous frères. » (Évangile selon Matthieu 23, 8) ; « Je vous donne un commandement nouveau que vous vous aimiez les uns les autres. » (Jean 13, 34).
De 2011 à 2022, le pasteur est Jean-Marie de Bourqueney, remplacé ensuite par Bruno Gaudelet (d), pasteur de la paroisse de Neuilly-sur-Seine jusqu'en juin 2023.

### Églises annexes
Le temple des Batignolles déploie une grande activité missionnaire au XIXe siècle, et est à l'origine de quatre autres temples parisiens et trois en banlieue, qui sont d'abord des annexes avant de devenir des paroisses autonomes. L'Église réformée de Belleville est fondée en 1855 et prend son indépendance en 1882 - elle fonde l'Église réformée de Béthanie en 1902. L'Église réformée de l'Étoile est fondée en 1874, avant de devenir indépendante en 1906. L'Église réformée de Montmartre est fondée vers 1875, et devient autonome en 1946 - son temple est racheté en 1984 par l'Église orthodoxe serbe et devient l'Église Saint-Sava. L'Église réformée de Passy-Annonciation est fondée en 1862 et devient autonome de l’Église des Batignolles en 1882.

L'Église réformée de Neuilly-sur-Seine est fondée en 1865 et prend son autonomie en 1913. L'Église réformée de Bois-Colombes est fondée en 1884 devient autonome en 1906. L'Église réformée de Clichy est fondée en 1883, le bâtiment est revenu et la paroisse réunie avec au temple de la Petite Étoile de Levallois-Perret, fondé en 1909 par Église réformée de Paris Étoile.

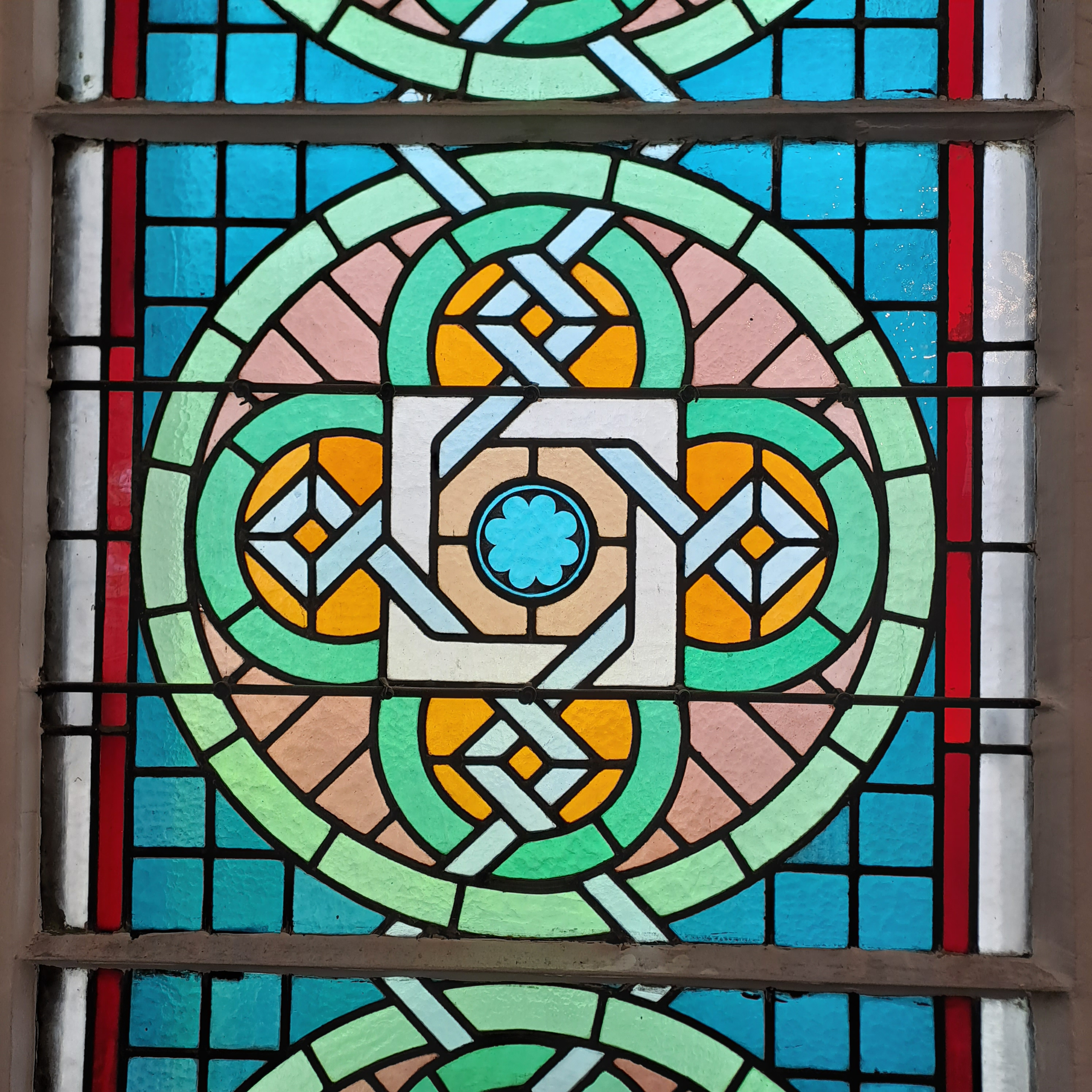
Vitrail avec rose de Luther stylisée.
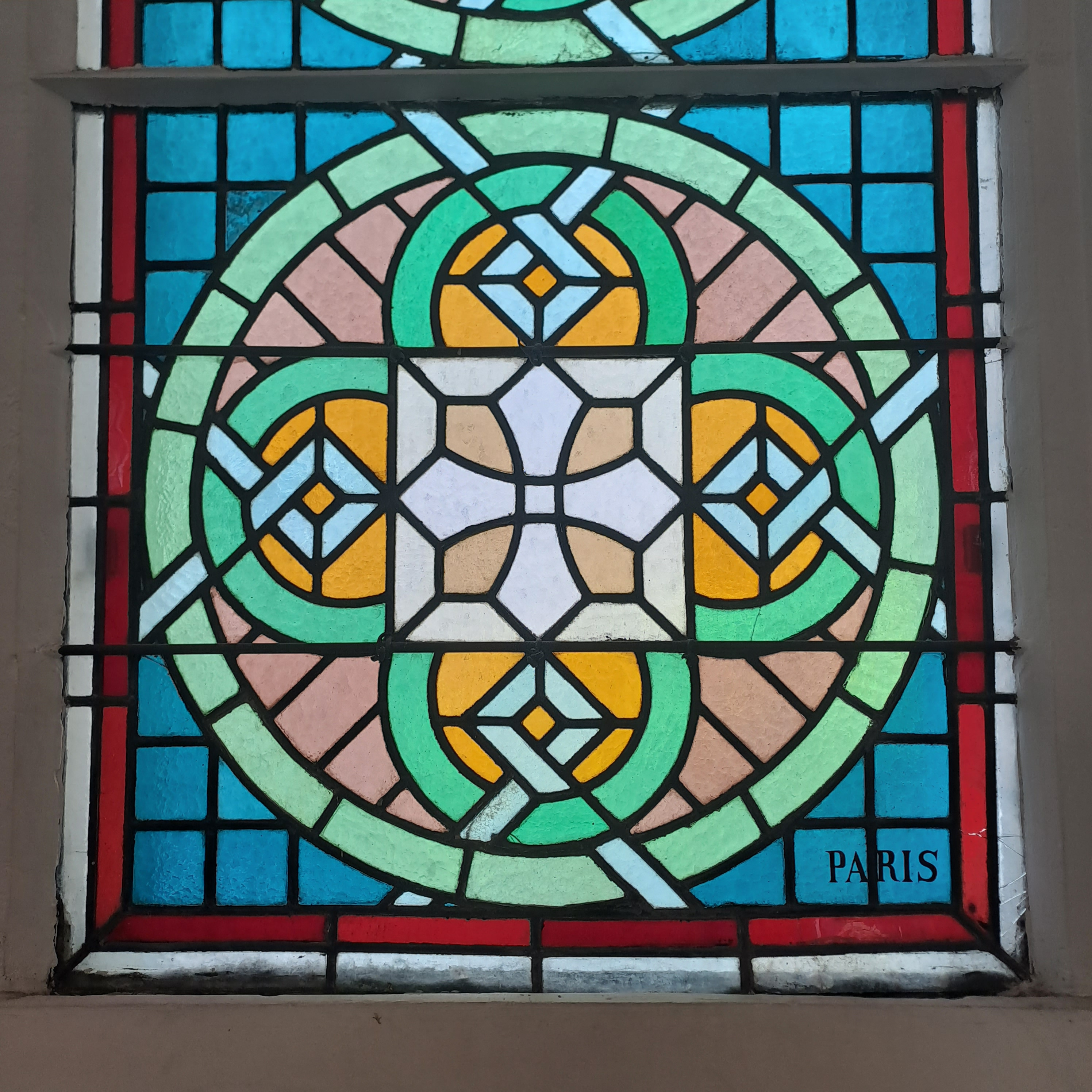
Vitrail avec croix huguenote stylisée.